# A Beverly Hills... signori si diventa
A Beverly Hills... signori si diventa (The Beverly Hillbillies) è un film del 1993 diretto da Penelope Spheeris.
Il film è un remake della celebre serie televisiva The Beverly Hillbillies

## Trama
Scoperto un giacimento di petrolio sotto una palude, il rude boscaiolo Jed Clampett, vedovo e padre di una famosa e forzuta figliola, Elly May decide di vendere a buon prezzo il giacimento e trasferirsi a Beverly Hills con la figlia, la vecchia e irascibile nonna e lo scioccone nipote Jethro.
L'arrivo dei multimiliardari causa notevole subbuglio in Milburn Drysdale, direttore della banca dove Jed ha accreditato il denaro e sulla segretaria, Jane Hathaway, la quale ha procurato la magione e deve ordinare le relazioni con i Clampett, che invece fa arrestare scambiandoli per vagabondi abusivamente insediatisi nella principesca dimora. Ma la sua solerzia colpisce Jed che la assume come sua factotum. Frattanto Woodrow Tylor, impiegato di Drysdale, deciso ad impadronirsi del denaro, convince la sua donna, la furba Laura Jackson, a farsi assumere da Clampett come istitutrice francese, per aiutare Elly May a sposarsi, cosa che anche Jed ha in animo di fare.
Le pretendenti per lui non mancano, anche perché Jethro, che si è insediato come vice-presidente della banca e passa il tempo a temperare matite, ha elaborato una campagna pubblicitaria per far sposare lo zio. Ma le moine di Laura vincono il rude cuore di montanaro di Jed che decide di sposarla, facendo venire con un jet, al banchetto di nozze un consistente gruppo di rustici montanari, tra cui la sorella di Jethro, Jethrina, che si innamora di Tylor. La nonna, che ha scoperto per caso la losca trama di Woodrow e Laura, viene da costoro ricoverata a forza in una clinica psichiatrica, facendola passare, con poco sforzo ovviamente, per matta. Ma Jane scopre tutto e libera l'anziana donna appena in tempo per smascherare la truffatrice ed il suo complice, mentre questi sta per derubare Jed del suo denaro, tramite un trasferimento, con il computer, dei capitali in Svizzera.